# Хейвуд, Уильям Дадли
Уи́льям Да́дли Хе́йвуд (англ. William Dudley Haywood, более известный как Большо́й Билл Хе́йвуд (англ. Big Bill Haywood); 4 февраля 1869, Солт-Лейк-Сити — 18 мая 1928, Москва) — североамериканский леворадикальный профсоюзный лидер.

## Биография
Отец Билла, работавший почтальоном, умер, когда мальчику было 3 года. В возрасте 9 лет он проколол правый глаз и полностью перестал им видеть. Работал шахтёром, ковбоем, на ферме. В ранние годы своей деятельности проявлял явную склонность к анархо-синдикализму. В 1896 году вступил в Западную федерацию горняков Америки, в 1901 году стал её секретарём-казначеем. В 1901 году вступил в Социалистическую партию США, примкнул к её левому крылу. Один из основателей и лидеров синдикалистской организации «Индустриальные рабочие мира», с 1914 года – генеральный секретарь ИРМ.
Организовывал забастовки шахтёров. Был лидером «Колорадских трудовых войн» — серии конфликтов между рабочими и администрацией на шахтах в штате Колорадо, в которых было убито 33 рабочих — забастовщиков и штрейкбрехеров.
В 1906 году вместе с Чарльзом Мойером и Джорджем Петтибоном обвинен в организации взрыва, в результате которого погиб бывший губернатор Айдахо Фрэнк Стюненберг, на основании показаний Гарри Орчарда, непосредственно заложившего бомбу. Присяжные оправдали Хейвуда.
В 1908 году смещён Мойером с руководящих позиций в Западной федерации горняков. Организовывал забастовки в текстильной промышленности.
В автобиографии рассказывал о своем выступлении в мае 1917 года перед русскими рабочими-иммигрантами, в котором говорил о близкой революции: «Мой совет, товарищи рабочие: боритесь на стороне той партии, которая стоит, во-первых, за власть рабочих и солдатских депутатов, во-вторых, за сепаратный мир с Германией и, в-третьих, за отказ от признания царских долгов».
В 1917 году после вступления США в Первую мировую войну арестован в числе 165 деятелей «Индустриальных рабочих мира» по обвинению в шпионаже и противодействии призыву. В 1918 году судом приговорён к 20 годам тюрьмы за подстрекательство к мятежу. Приветствовал из тюремной камеры Октябрьскую социалистическую революцию в России, заявив: «Это то, о чём мы мечтали». Стал членом Коммунистической партии Америки в 1921 году. В том же году был освобождён под залог на время подачи апелляции и бежал в Советскую Россию. Работал в Международной организации помощи борцам революции (МОПР). Участвовал в создании Автономной индустриальной колонии «Кузбасс». Неоднократно общался с В. И. Лениным (впервые встретился с ним в 1910 году на конгрессе II Интернационала в Копенгагене). Незадолго до кончины был назначен заместителем председателя Негритянского бюро Восточного лендерсекретариата Исполкома Коминтерна. 
Умер в 1928 году. Урна с прахом похоронена в кремлёвской стене 4 августа 1928 года. В книге А. Абрамова «У Кремлёвской стены» сказано, что половина праха Хейвуда замурована в Кремлёвской стене, а вторая, согласно его последней воле, захоронена в США, в братской могиле рабочих, казнённых по «хаймаркетскому делу» в Чикаго в 1887 году.
На русском языке изданы его книги «Кровь и слезы» (1927) и «Книга Билля Хейвуда. Автобиография Вильяма Д. Хейвуда» (1932) (посмертно).